# Big Beat (album)
Big Beat – trzeci album Roberta Chojnackiego, wydany w 1997 roku.
Nagrania osiągnęły status platynowej płyty.

## Lista utworów
1. „Tajny znak” – 4:21
2. „I Love You do bólu” – 4:38
3. „Już teraz wiem” – 3:50
4. „Windą w dół” – 4:20
5. „Kiedy patrzysz na mnie” – 5:01
6. „Słowa kwiaty” – 4:00
7. „Ktoś kradnie mi czas” – 5:30
8. „Słodkie zaklęcia” – 4:44
9. „Wianek z gwiazd” – 4:42
10. „Dzisiaj pada deszcz to nic” – 4:22
11. „Little Bit of Love” – 2:36
12. „Wiem kim jesteś” – 4:24
13. „W podróży” – 4:39
14. „Kiedy patrzysz na mnie” (wersja instrumentalna) – 5:01

## Muzycy
- Robert Chojnacki – saksofony, flet, śpiew („Ktoś kradnie mi czas”)
- Maciej Molęda – śpiew
- Mirosław Stępień – gitara basowa
- Michał Dąbrówka – perkusja
- Piotr Kominek – instrumenty klawiszowe
- Dariusz Kozakiewicz – gitary
- Chórki:
  - Dorota Miśkiewicz, |Agnieszka Kowalska, Iwona Zasuwa
  - Anna Maria Jopek („I Love You do bólu”)
  - Kasia Pęczek („Już teraz wiem”)